# عبد الحليم أبو شقة
عبد الحليم أبوشُقّة (28 أغسطس 1924 - 18 سبتمبر 1995) هو كاتب ومفكر إسلامي من أهم أعماله موسوعة تحرير المرأة في عصر الرسالة. تُرجم هذ الكتاب على الأقل إلى اللغة الفرنسية ومترجمته هي كلود داباك.

## حياته ونشأته
ولد عبد الحليم محمد أحمد أبوشقة في حي الجماليه بالقاهرة في 28 أغسطس 1924م الموافق 28 محرم 1343هـ في أسرة مصرية محافظة مكونة من ثمانية أفراد، بدأ حياته الدراسية في القاهرة، وتدرج في مراحل تعليم مختلفة حتى حصل على شهادة الابتدائية سنة 1356هـ/1938م من مدرسة شبرا الأميرية للبنين، ثم حصل على الثانوية من مدرسة التوفيقية، والتحق بجامعة فؤاد الأول (القاهرة حاليًّا)، وتخرج في كلية الآداب قسم التاريخ.
تأثرت نشأة أبو شقة الأولى بعدة عناصر أولها: سكنه بجوار مسجد صغير لإحدى الجمعيات الإسلامية، وانخراطه في أنشطة تلك الجمعية التي اهتمت بتربية الفرد المسلم، وأثناء دراسته في الجامعات تعرف على شابين سوريين كانا يكملان دراستهما بالقاهرة، وتعرف من خلالهما على الشيخ خضر حسين، وكان شيخا سابقا في الأزهر وهو تونسي (أصول عائلته من الجزائر)كان له مجلس يحاضر فيه وتدور فيه أحاديث دينية وتربوية متنوعة. كما تعرف أبو شقة على القاضي أحمد شاكر، وكان قاضيا وكاتبا عصاميا مهتما باللغة العربية والشعر، أدرك من خلاله أهمية اللغة ودور التربية الأساسي في إعداد الشعوب، وتعرف أيضا على محب الدين الخطيب - صاحب مجلة الفتح وهي مجلة سياسة وطنية دينية منفتحة.
علاوة على ذلك كان أبو شقة يتردد على عدد من الجمعيات مثل الجمعية الشرعية والمدرسة السلفية والمدرسة الصوفية وحزب التحرير الإسلامي والإخوان المسلمين. وقد كان لهذه المناهل المتعددة أثر كبير على نشاطه في حركة الإخوان المسلمين، فأصبح منفتحا على الجميع يناقش ويحاور ويفكر دون عصبية، وحاور كثيرًا الشيخ حسن البنا حول ضرورة اهتمام حركته بالتربية والتقليل من النشاط السياسي الذي ابتلع معظم مجهودات الحركة، وكانت حواراته مبنية على أسس علمية، حيث جمع الكثير من الخبرات التربوية والحركية ودرسها.
ولم يكن هذا الشيء الوحيد الذي أخذه من هذين الشابين، بل كان هناك أيضًا نشاطات عبادية أخرى، فكان يشاركهما أيضا قيام الليل والتعبد الفردي والتفكر، وقد نبهته هذه العبادة إلى أهمية العمل التربوي، وإلى حاجة المجتمع إلى شباب مسلم متميز في مجال التعليم والتربية.

## مسيرته
في أواخر الأربعينيات اتجه أبو شقة إلى الاهتمام بقضايا الفكر والتربية، وإلى توعية غيره بخطر الانشغال بالعمل السياسي على حساب الفكر والتربية، وإلى التصدي لتيارات الغلو والتشدد والعنف. وقد أنشأ مع بعض أصدقائه مكتبة سُمّيت مكتبة لجنة الشباب المسلم؛ لتقوم بنشر بعض الكتب والرسائل للتوعية بهذا الدور، ورغم أن هذه المكتبة كانت مشروعا خاصّا ببعض هذه المجموعة الذين موَّلوا المشروع وقاموا على إدارته، فإن اسم «لجنة الشباب المسلم» شاع استعماله للدلالة على المجموعة بأكملها ومن انضم إليهم في اتجاهاتهم، وكانوا سبعين فردًا، وأغلقت المكتبة وصودرت محتوياتها في منتصف الخمسينيات واعتقل أبو شقة في سنة 1953م حينما كان يعمل مدرسًا بمدرسة البنات الثانوية.

### الهجرة من مصر
بعد خروجه من المعتقل فكر أبو شقة في الخروج من مصر، وكانت أخته الصغرى آنذاك قد تزوجت من أحد الشابين السوريين وسافرت إلي سوريا، فصحبها لمدة سنة عمل أثناءها بالمعهد العربي الإسلامي بدمشق، وعاد في إجازة نصف السنة فخطب وعقد قرانه وغادر إلى سوريا لإتمام السنة الدراسية بالمعهد، ثم عاد إلى مصر وتزوج وعين في مدرسة بنات ببورسعيد مكث فيها سنة اعتقل خلالها بضعة أشهر ثم أفرج عنه وعاد إلى بورسعيد، وبعد انتهاء السنة الدراسية حصلت أحداث جعلته يغادر وأسرته مصر إلى سوريا. وفي سنة 1374هـ/1955م انتقل أبو شقة إلى قطر ومكث بها ما يقرب من اثني عشر عاما بين مدرسا ووكيلا ومديرا في مدارسها. وفي صيف 1384هـ/1965م - وأثناء زيارة له إلى مصر - اعتقل لعدة شهور، وأفرج عنه بإلحاح من حكومة قطر لدى الحكومة المصرية لرد موظفيها إليها، حيث كان يعمل مديرًا للمدرسة الثانوية.
أثناء تواجده في قطر في الخمسينات فكر أبو شقة في عمل دراسة للسيرة النبوية الشريفة تكون موثقة من الكتاب والسنة لأنه كان يرى أن السيرة لم تخدم كما خدمت السنة. فكان يتردد بعد العمل على مكتبة المدرسة التي كان يعمل بها يمكث فيها من بعد المغرب إلى ما شاء الله. وباستعراضه لكتب السنة فوجئ بأحاديث تطبيقية عملية تتناول الحالة الاجتماعية وأسلوب الحياة المتبعة في العهد النبوي، ورأى كيف كان التعامل بين الرجال والنساء في مجالات الحياة المختلفة، ولمس تباينا كبيرا بين الأسلوب المطبق في عصر النبوة والأسلوب المتبع في المجتمع المعاصر بين الملتزمين بالدين والذي كان هو متأثراً ومقتنعا به. ومن ثم قرر أبو شقة أن يعكف على دراسة السنة بشكل أكثر تفصيلا ويجعلها معاصرة بدلا لما هو الحال عليه.
غادر أبو شقة قطر إلى الكويت وهناك عرضت عليه الدار الكويتية كشريك مع أحد الأصدقاء وآخر كويتي، ثم قرر الصديق مغادرة الكويت إلى بلد آخر، فكان أبو شقة مديراً لهذه الدار وغير اسمها لدار القلم واشترك مع صديق آخر. ثم قرر التفرغ حيث اشتغل ببعض الأبحاث الخاصة، وركّز أثناءها على منهج التفكير الإسلامي ومحاولات تطويره، وعلاقة العقل بالنقل، ودور التراث في منهج التفكير الإسلامي والذي اعتبره أبو شقة أحد أدوات التفكير المبدع وليس سببًا للتخلف -كما يفهم من دعوته لعدم تقديس التراث- والتي انطلقت أساسًا لفشل تجارب صهر القديم والحديث، وتتجلى الرؤية التجديدية لدى أبو شقة في النظر إلى التراث والتي دعا فيها إلى فتح باب جديد للتراث، وهو باب فهم النصوص (نصوص الكتاب والسنة والسيرة) واستقصائها واستقرائها، ومن ثَم تنزيلها على الواقع، ومن ثَم يصبح التراث هو بعض أدوات فهم الكتاب والسنة.
ويطرح أبو شقة صاحب دعوة الحوار الإسلامي مع العلمانيين والماركسيين سبلا عدة للخروج من أزمة العقل المسلم، لعل أهمها: الحوار بين حضارة الإسلام والحضارات الأخرى، والحوار الإسلامي - الإسلامي، والإسلامي العلماني؛ إذ تساعد معرفة ما لدى الآخر من أفكار وتوجهات على إحداث التكيف الاجتماعي، ومن ثَم الإصلاح الاجتماعي.
لم تتوقف إسهامات أبو شقة عند رصد مشكلة أزمة العقل المسلم فقط، بل تعدت ذلك إلى طرح رؤى وحلول. فأثناء استقراره في الكويت قرر هو ومن هاجر من مجموعة لجنة الشباب المسلم إلى خارج مصر - وخاصة دول الخليج وبعد أن استقرت أوضاعهم – أن يعاد التفكير في قضايا الفكر وقد ألزمتهم ظروف تنشئتهم في البلاد أن تكون واسطة الاتصال الفكري بينهم مجلة فكرية فكانت مجلة «المسلم المعاصر» التي ظلوا يعدون لها ويحاولون الحصول على ترخيص لها عشرين سنة حتى أمكن الحصول على هذا الترخيص في لبنان باسم الدكتور جمال عطية باعتبار أنه يحمل الجنسية اللبنانية. وكان أبو شقة المحرك الذي يحرك ذلك كله وظهرت مجلة «المسلم المعاصر» أثناء الإقامة في الكويت.
وبعد انتقال أبو شقة إلى مصر استمر في عمله الفكري من متابعة ندوات ومؤتمرات ولقاءات فكرية، وكان يسعى لمقابلة أصحاب الفكر والرأي المهتمين بهموم الأمة يناقشهم ويحاورهم، وأينما ذهب كان يحرص على لقاء الشباب يجتمع بهم ويتحدث إليهم ويجيب على أسئلتهم. 
عبد الحليم أبو شقة عالم ومفكر إسلامي مصري من أشهر أعماله موسوعة تحرير المرأة في عصر الرسالة.